# Міністерство охорони здоров'я і соціальних служб США
Міністерство охорони здоров'я і соціальних служб США, ЗСС (англ. United States Department of Health and Human Services (HHS)) — федеральний виконавчий департамент США. Основна мета діяльності — охорона здоров'я всіх американців і надання основних соціальних послуг.
До 1979 носило назву «Міністерство охорони здоров'я, освіти і соціального забезпечення» (англ. Department of health, education, and welfare, (HEW)), коли його освітні функції були передані новоствореному Міністерству освіти США. У 1995 році адміністрація соціального забезпечення була вилучена з Департаменту охорони здоров'я та соціальних служб і була створена як незалежне агентство виконавчої влади уряду США.
Очолюється міністром охорони здоров'я і соціальних служб США, з 2021 р. цей пост займає Хав'єр Бесерра.